# 日本環境整備教育センター
公益財団法人日本環境整備教育センター（にほんかんきょうせいびきょういくセンター、英語: Japan Education Center of Environmental Sanitation、略称: JECES）は、浄化槽法（昭和58年法律第43号）に基づく、浄化槽管理士の国家試験および講習の実施機関（環境大臣による指定機関）、浄化槽設備士の国家試験および講習の実施機関（国土交通大臣による指定機関）であるとともに、浄化槽による汚水処理の普及・啓発活動を実施し、地域における生活環境の保全と公衆衛生の向上に努める公益財団法人。元旧厚生省、環境省所管。1966年（昭和41年）設立。

## 概要
日本で唯一の浄化槽にかかわる教育研究専門機関である。

### 組織
- 所在地：東京都墨田区菊川2-23-3
- 理事長：由田秀人（元 環境省大臣官房廃棄物・リサイクル対策部長）[3][4][5]
- 常任理事：鈴木義光（元 国立研究開発法人国立環境研究所総務部長）[5]

### 沿革
特記のない記述は公式ウェブサイトの記載による。
- 1966年（昭和41年）8月 - 社団法人日本浄化槽教育センターとして設立。初代理事長は楠本正康[7]。
- 1975年（昭和50年）6月 - 社団法人日本環境整備教育センターに名称変更。
- 1980年（昭和55年）2月 - 社団法人を解散、財団法人日本環境整備教育センターを設立。
- 1983年（昭和58年） - 浄化槽法の制定にともない浄化槽管理士試験・浄化槽管理士講習の指定機関となる[3]。
- 2011年（平成23年）3月 - 浄化槽設備士試験・浄化槽設備士講習の指定機関となる。
- 2012年（平成24年）4月 ｰ 財団法人を解散、公益財団法人日本環境整備教育センターを設立。
- 2013年（平成25年）7月 - 浄化槽システム国際協力センターを新設。

## 事業
- 国家試験事業グループ
  - 浄化槽管理試験及び浄化槽設備士試験を実施。
- 講習会事業グループ
  - 浄化槽管理士講習、浄化槽設備士講習、浄化槽技術管理者講習会、浄化槽検査員講習会、浄化槽清掃技術者講習会、その他浄化槽関係技術者を養成する講習会を実施。
- 調査・研究グループ
  - 生活排水処理計画策定、機能試験の実施、調査・研究の受託など
- 国際協力センター
  - 汚水処理技術の海外展開業務、国際協力・連携業務、JICA事業、その他